# Galerie „Trockenpresse“
Die Galerie „Trockenpresse“ war in den 70er Jahren des 20. Jahrhunderts eine der ersten Fotogalerien in Berlin, die ausschließlich Arbeiten der künstlerischen Fotografie präsentierte.

## Geschichte
Sie wurde von 1975 bis 1979 von Günter Binkel, Vuk D. Karadžić und Max Werner Kattner betrieben. Die Galerie befand sich in Berlin-Charlottenburg, Schlüterstraße 70.
Nach der Gründung der Galerie im März 1975 entwickelte sie sich in nur wenigen Monaten zu einer der ersten Galerien für moderne und avantgardistische Fotografie in Berlin. Mit zahlreichen Soloausstellungen deutscher sowie europäischer und US-amerikanischer Fotografen bot die Galerie vielen, auch damals noch unbekannten Künstlern Raum für die öffentliche Präsentation ihrer Werke. Sie zeigte erstmals Arbeiten von Édouard Boubat, Robert Doisneau, Liliane de Cock und Arthur Tress in Berlin. Die ganz konsequente Konzentration auf die künstlerische Fotografie verhalf dieser zu größerer Anerkennung als eigenständiger Kunstform in der Stadt Berlin und darüber hinaus. Die Plakate der vierteljährlich wechselnden Ausstellungen wurden mehrfach prämiert. Vuk D. Karadžić lebt als Fotokünstler in Berlin, Max Werner Kattner betreibt die Galerie der Moderne in Berlin.

## Ausgestellte Künstler (Auswahl)
- Édouard Boubat,
- Liliane de Cock,
- Robert Doisneau,
- Jill Freedman,
- Susan Friedman,
- Joan Fontcuberta,
- Bernard Gardel
- Ilka Hartmann,
- Fernando Herráez,
- Kurt Hutton,
- Vuk D. Karadžić
- Branko Lenart
- Andreas Müller-Pohle,
- Paul de Nooijer,
- Klaus Ritterbusch,
- Eva Rubinstein,
- Arthur Tress,
- Max Waldman